# Chaenactis alpigena
Chaenactis alpigena là một loài thực vật có hoa trong họ Cúc. Loài này được Sharsm. mô tả khoa học đầu tiên năm 1955.